# قبأ الصحراء الفارسي
قبأ الصحراء الفارسي (باللاتينية: Eremopoa persica) نبات عشبي ينتمي إلى جنس قبأ الصحراء من الفصيلة النجيلية.

## الموئل والانتشار
موطن هذا النبات في بلاد الشام وتركيا والقوقاز وإيران.

## مرادفات للاسم العلمي
- (باللاتينية: Poa persica Trin.)